# Stefan Cieński
Stefan Cieński (ur. 20 sierpnia 1875 w Tomaszowcach, zm. 1940 w ZSRR) – pułkownik kawalerii Wojska Polskiego, ofiara zbrodni katyńskiej.

## Życiorys
Urodził się 20 sierpnia 1875 w Tomaszowcach. Był synem Bolesława
Był oficerem C. K. Armii. W latach 1912–1913 wziął udział w mobilizacji sił zbrojnych monarchii Austro-Węgierskiej, wprowadzonej w związku z wojną na Bałkanach. Służąc w pułku ułanów nr 6 w czerwcu 1917 został awansowany do stopnia majora. 
Po odzyskaniu przez Polskę niepodległości został przyjęty do Wojska Polskiego. Został zweryfikowany do stopnia podpułkownika. W tej randze od 1919 do 1920 był dowódcą 6 pułku Ułanów Kaniowskich. Został awansowany do stopnia pułkownika kawalerii ze starszeństwem z dniem 1 czerwca 1919. W 1923 pozostawał w Rezerwie Oficerów Sztabowych Dowództwa Okręgu Korpusu Nr VI. Z dniem 1 marca 1924 został przydzielony do 6 pułku Ułanów Kaniowskich w Stanisławowie, jako nadetatowy z równoczesnym odkomenderowaniem do Inspektoratu Jazdy przy Inspektoracie Armii Nr 5. Z dniem 20 września tego roku został przydzielony na stanowisko zastępcy komendanta miasta Łódź. W październiku 1926 został zatwierdzony na stanowisku komendanta miasta Łódź. Z dniem 1 marca 1927 roku został mu udzielony dwumiesięczny urlop z zachowaniem uposażenia, a z dniem 30 kwietnia 1927 roku został przeniesiony w stan spoczynku. W 1928 mieszkał we Lwowie. W 1934, jako pułkownik kawalerii w stanie spoczynku, był przydzielony do Oficerskiej Kadry Okręgowej nr VI jako oficer przewidziany do użycia w czasie wojny i pozostawał wówczas w ewidencji Powiatowej Komendy Uzupełnień Lwów Miasto.
Po wybuchu II wojny światowej i agresji ZSRR na Polskę z 17 września 1939 został aresztowany przez funkcjonariuszy NKWD. Został przewieziony do więzienia przy ulicy Karolenkiwskiej 17 w Kijowie. Tam prawdopodobnie na wiosnę 1940 został zamordowany przez NKWD. Jego nazwisko znalazło się na tzw. Ukraińskiej Liście Katyńskiej opublikowanej w 1994 (został wymieniony na liście dyspozycyjnej 72/1-89 oznaczony numerem 3165). Ofiary tej części zbrodni katyńskiej zostały pochowane na otwartym w 2012 Polskim Cmentarzu Wojennym w Kijowie-Bykowni.
Czterej pułkownicy kawalerii w stanie spoczynku z Oficerskiej Kadry Okręgowej nr VI w 1934 wymienieni jako oficerowie przewidziani do użycia w czasie wojny, tj. Stefan Cieński, Rudolf Lang, Wawrzyniec Łobaczewski, Gwido Poten, zostali zamordowani w 1940 i widnieją na tzw. Ukraińskiej Liście Katyńskiej.

## Ordery i odznaczenia
- Krzyż Zasługi Wojskowej 3 klasy z dekoracją wojenną i mieczami[14]
- Signum Laudis Srebrny Medal Zasługi Wojskowej z mieczami na wstążce Krzyża Zasługi Wojskowej dwukrotnie[14]
- Signum Laudis Brązowy Medal Zasługi Wojskowej z mieczami na wstążce Krzyża Zasługi Wojskowej[14]
- Krzyż Wojskowy Karola[14]
- Brązowy Medal Jubileuszowy Pamiątkowy dla Sił Zbrojnych i Żandarmerii[14]
- Krzyż Jubileuszowy Wojskowy[14]
- Krzyż Pamiątkowy Mobilizacji 1912–1913[14]